# CDDI
CDDI (ang. Copper Data Distribution Interface) – implementacja protokołów FDDI w sieciach z okablowaniem miedzianym UTP. Oparta jest na standardzie ANSI Twisted-Pair Physical Medium Dependent (TPPMD). Z uwagi na zastosowanie kabla określana jest również skrótem TP-DDI (Twisted-Pair Distributed Data Interface).
Transmisja w systemach CDDI odbywa się na odległościach do 100 m oraz umożliwia przesyłanie danych z przepustowością 100 Mb/s przy użyciu zapewniającej nadmiarowość architektury podwójnego pierścienia, podobnie jak w przypadku standardu FDDI.
Standard CDDI nie znalazł szerokiego zastosowania ze względu na spadek kosztów produkcji instalacji światłowodowych przy ich większej sprawności i odporności na zakłócenia.